# André Gide

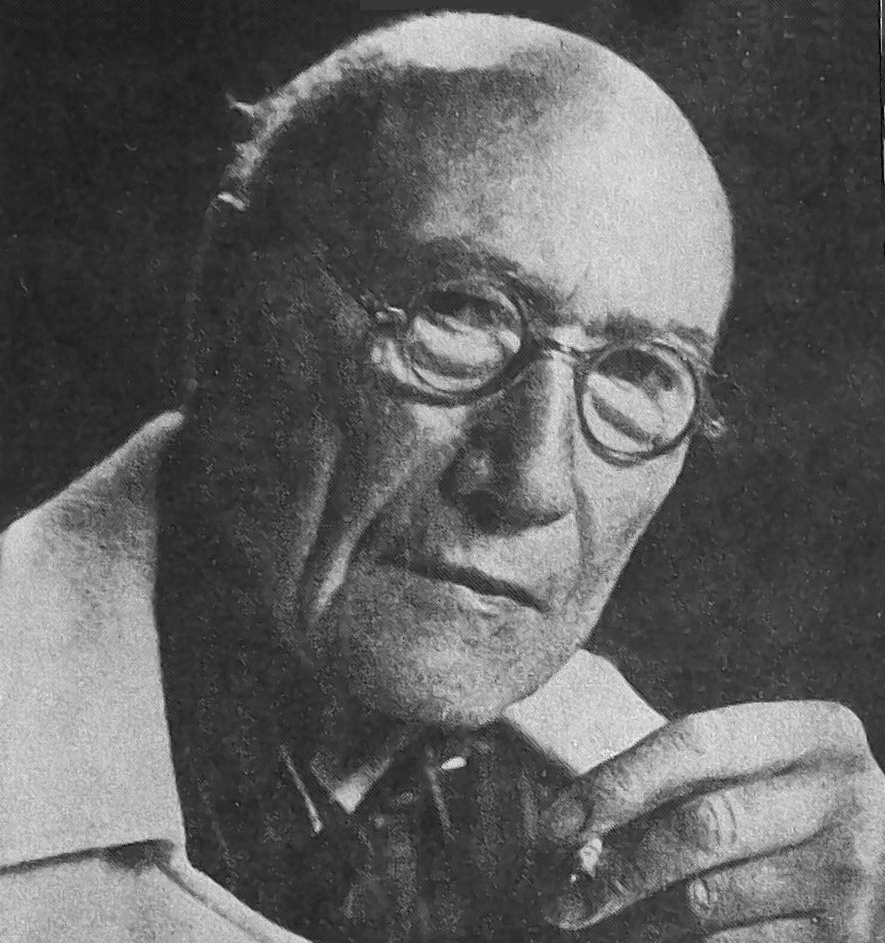
André Gide

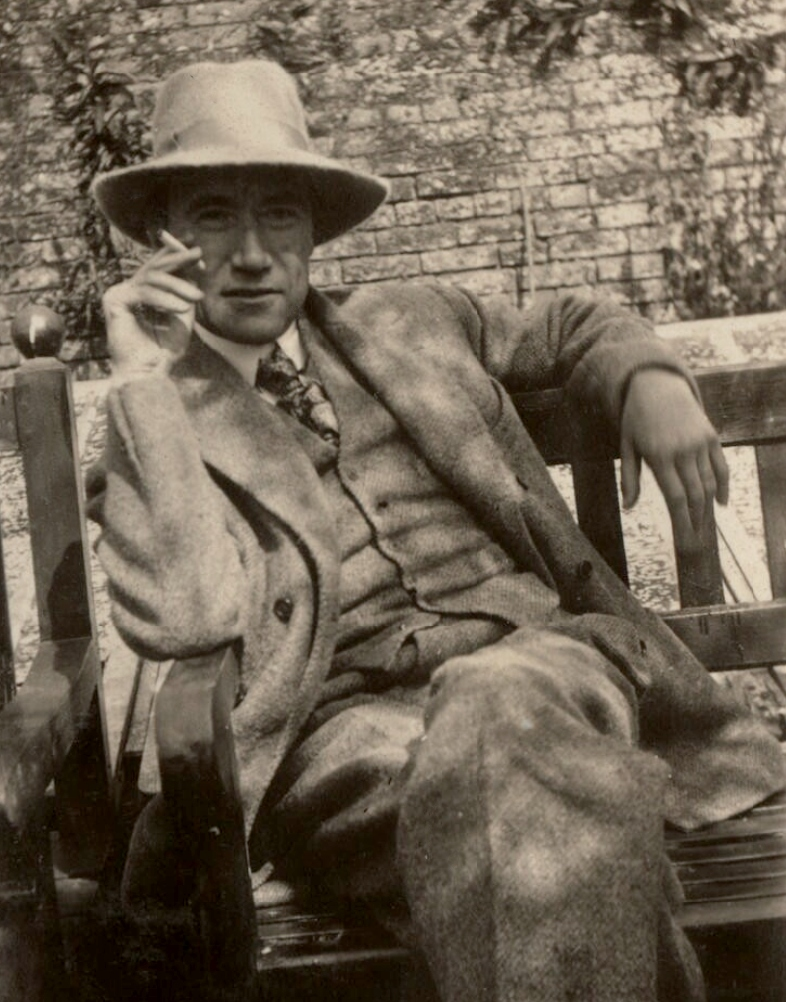
Gide 1920

André Paul Guillaume Gide [ɑ̃dˈʁe pɔl ɡiˈjom ʒiːd] (* 22. November 1869 in Paris; † 19. Februar 1951 ebenda) war ein französischer Schriftsteller. 1947 erhielt er den Literaturnobelpreis.

## Leben und Schaffen

### Herkunft, Jugend und Heirat
André Gide war das einzige Kind einer wohlhabenden calvinistischen Familie des Bürgertums. Der Vater, Paul Gide (1832–1880), hatte einen Lehrstuhl für Römisches Recht an der Juristischen Fakultät von Paris inne und stammte aus der mittleren Bourgeoisie der südfranzösischen Kleinstadt Uzès, die Mutter, Juliette Rondeaux (1835–1895), aus der Großbourgeoisie von Rouen. Die Familie lebte in Paris, verbrachte die Tage um Neujahr regelmäßig in Rouen, die Osterzeit in Uzès und die Sommermonate auf den beiden Landsitzen der Rondeaux' in der Normandie, La Roque-Baignard im Pays d’Auge und Cuverville im Pays de Caux.
Mit knapp elf Jahren verlor Gide seinen Vater. Zwar trat dadurch keine materielle Notlage ein, doch war er nun ganz der puritanischen Erziehung seiner Mutter und ihrer begüterten Familie aus der Normandie unterworfen. In seiner Autobiographie wird Gide die eigene Kindheit und Jugend, speziell das Wirken der strengen, freud- und lieblosen Mutter in dunklen Farben malen und für seine Probleme als Heranwachsender verantwortlich machen: „In dem unschuldigen Alter, in dem man in der Seele gerne nichts als Lauterkeit, Zartheit und Reinheit sieht, entdecke ich in mir nur Finsternis, Häßlichkeit und Heimtücke.“ Gide hatte seit 1874 Unterricht bei Privatlehrern, besuchte phasenweise auch reguläre Schulen, immer wieder unterbrochen durch Nervenleiden, die ärztliche Behandlung und Kuraufenthalte erforderlich machten. Im Oktober 1887 trat der fast 18-jährige Gide in die Unterprima der reformpädagogischen École Alsacienne ein, wo er sich mit Pierre Louÿs anfreundete. Im Jahr darauf besuchte er die Oberprima des Traditionsgymnasiums Henri IV, an dem er im Oktober 1889 das Baccalauréat ablegte. In dieser Zeit begann seine Freundschaft mit Léon Blum.
Bei einem Besuch in Rouen im Dezember 1882 verliebte sich Gide in seine Cousine Madeleine Rondeaux (1867–1938), die Tochter von Juliette Gides Bruder Émile Rondeaux. Der 13-jährige André erlebte damals, wie sehr seine Cousine unter der ehelichen Untreue ihrer Mutter litt und sah in ihr fortan den Inbegriff von Reinheit und Tugend im Gegensatz zu seiner eigenen, so empfundenen Unreinheit. Diese Jugendliebe überdauerte die folgenden Jahre und 1891 machte Gide Madeleine erstmals einen Heiratsantrag, den diese aber ablehnte. Erst nach dem Tod seiner Mutter im Mai 1895 verlobte sich das Paar und heiratete noch im Oktober 1895, dies zu einem Zeitpunkt, da Gide sich seiner Homosexualität bereits bewusst geworden war. Die Spannung, die sich daraus ergab, wird Gides literarisches Werk – zumindest bis 1914 – mitprägen und seine Ehe schwer belasten. Aufgrund des Verhältnisses, das er ab 1917 mit Marc Allégret einging, verbrannte Madeleine 1918 sämtliche Briefe, die er ihr geschrieben hatte. Zwar blieb das Paar verheiratet, doch lebten beide nun meist getrennt. Nach Madeleines Tod im Jahr 1938 reflektierte Gide ihre Beziehung – „die verborgene Tragödie“ seines Lebens – in der Schrift Et nunc manet in te. Der befreundete Schriftsteller Jean Schlumberger widmete dieser Ehe das Buch Madeleine und André Gide, in dem Madeleine eine günstigere Darstellung fand als in Gides autobiographischen Schriften.

### Literarische Anfänge
Gide entschied sich nach dem Baccalauréat gegen ein Studium und war auch nicht gezwungen, einer Erwerbsarbeit nachzugehen. Sein Ziel war, Schriftsteller zu werden. Erste Versuche hatte er schon während der Schulzeit unternommen, als er mit Freunden, darunter Marcel Drouin und Pierre Louÿs, im Januar 1889 die literarische Zeitschrift Potache-Revue gründete und dort seine ersten Verse veröffentlichte. Im Sommer 1890 begab er sich alleine nach Menthon-Saint-Bernard am Alpenrandsee von Annecy, um sein erstes Buch zu schreiben: Les Cahiers d’André Walter („Die Tagebücher des André Walter“), die er auf eigene Kosten drucken ließ (wie alle Werke bis 1909!) und die 1891 erschienen. Gides autobiographisch geprägter Erstling hat die Form eines posthum aufgefundenen Tagebuchs des jungen André Walter, der sich, nachdem er seine Hoffnung auf die geliebte Emmanuèle hat aufgeben müssen, in die Einsamkeit zurückgezogen hat, um den Roman Allain zu schreiben; das Tagebuch dokumentiert seinen Weg in den Wahnsinn. Während der André Walter zum Druck vorbereitet wurde, besuchte Gide im Dezember 1890 seinen Onkel Charles Gide in Montpellier, wo er – vermittelt durch Pierre Louÿs – Paul Valéry kennenlernte, dem er später (1894) seine ersten Schritte in Paris erleichterte und dem er bis zu dessen Tod 1945 freundschaftlich verbunden bleiben sollte.

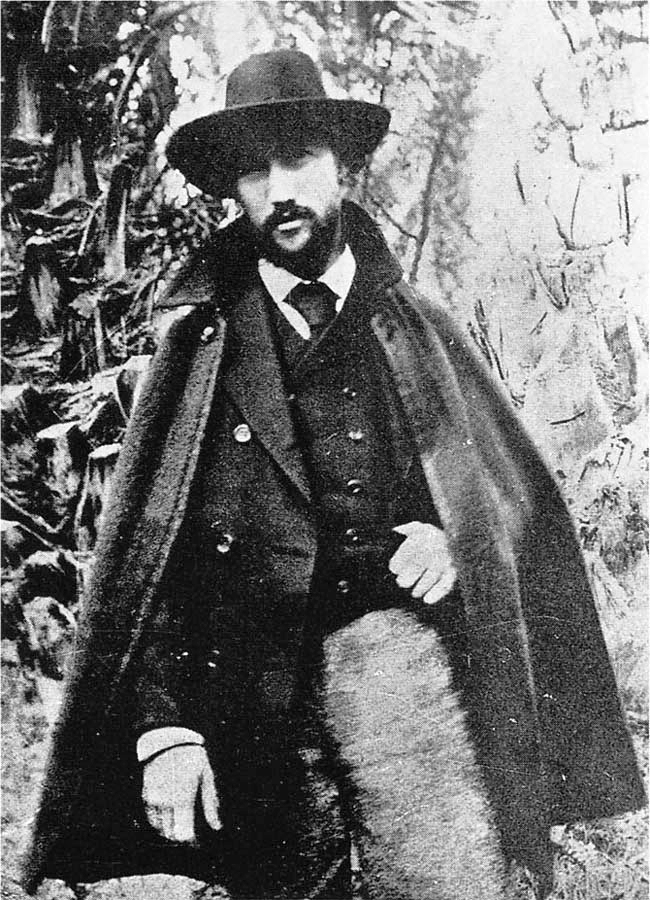
André Gide 1893

Zwar brachte der André Walter Gide keinen kommerziellen Erfolg („Ja, der Erfolg war gleich Null.“), doch ermöglichte er ihm den Zugang zu wichtigen Kreisen der Symbolisten in Paris. Wiederum vermittelt durch Pierre Louÿs, wurde er 1891 in die Zirkel von José-Maria de Heredia und von Stéphane Mallarmé aufgenommen. Dort verkehrte er mit berühmten Literaten seiner Zeit, darunter Henri de Régnier, Maurice Barrès, Maurice Maeterlinck, Bernard Lazare und Oscar Wilde, mit dem er 1891/92 regelmäßig in Kontakt stand. Gide selbst lieferte 1891 mit der kleinen Abhandlung Traité du Narcisse. Théorie du symbole („Traktat vom Narziß. Theorie des Symbols“) eine symbolistische Programmschrift, die für das Verständnis seiner Poetik – auch jenseits seiner symbolistischen Anfänge – grundlegende Bedeutung hat. Im Narziss-Mythos entwirft Gide sein eigenes Bild als Schriftsteller, der sich selbst bespiegelt, in permanentem Dialog mit sich selbst steht, für sich selbst schreibt und sich dadurch als Person erst erschafft. Die dieser Haltung angemessene Gattung ist das Tagebuch, das Gide seit 1889 konsequent führt, ergänzt durch weitere autobiographische Texte; aber auch in seinen erzählenden Werken ist das Tagebuch als Darstellungsmittel allgegenwärtig.
Im Jahr 1892 veröffentlichte Gide das Gedichtbändchen Poésies d’André Walter („Die Gedichte des André Walter“), in dem eine Auswahl aus jenen Versen geboten wurde, die der Schüler bereits in Potache-Revue publiziert hatte. Im Februar 1893 lernte er in den literarischen Zirkeln von Paris Eugène Rouart (1872–1936) kennen, der ihm die Bekanntschaft mit Francis Jammes vermittelte. Die Freundschaft zu Rouart, die bis zu dessen Tod bestand, hatte für Gide große Bedeutung, weil er in dem ebenfalls homosexuell veranlagten Freund einen Kommunikationspartner fand, den die gleiche Identitätssuche umtrieb. Der Briefwechsel beider, vor allem in den Jahren 1893 bis 1895, zeigt den vorsichtig tastenden Dialog, der beispielsweise über das 1893 auf Französisch erschienene Werk Die conträre Sexualempfindung von Albert Moll geführt wurde. Im Jahr 1893 veröffentlichte Gide die kurze Erzählung La Tentative amoureuse („Der Liebesversuch“), deren Haupthandlung aus einer unverklemmten Liebesgeschichte besteht, deren leicht ironischer Nachspann dagegen eine „Madame“ anspricht, die sichtlich diffiziler ist als die Geliebte der Haupthandlung. Im selben Jahr verfasste er die lyrische lange Erzählung Le Voyage d’Urien („Die Reise Urians“), wo er in Form eines phantastischen Reiseberichts wieder einmal die schwierige Suche eines müßigen, materiell sorgenfreien jungen Intellektuellen nach dem „wahren Leben“ thematisiert.

### Afrikareisen 1893/94 und 1895
Im Jahr 1893 ergab sich für Gide die Möglichkeit, den befreundeten Maler Paul-Albert Laurens (1870–1934) nach Nordafrika zu begleiten. Die Freunde setzten im Oktober von Marseille nach Tunis über, reisten weiter nach Sousse, verbrachten die Wintermonate im algerischen Biskra und kehrten über Italien zurück. Gide war im November 1892 wegen einer leichten Tuberkulose vom Militärdienst befreit worden; während der Reise nach Sousse brach die Krankheit aus. Die Monate in Biskra dienten der Regeneration und waren mit ersten heterosexuellen Kontakten zu jungen Prostituierten verbunden. Für Gide noch bedeutsamer war die erste homosexuelle Erfahrung mit einem Jugendlichen, die sich bereits in Sousse zugetragen hatte. Die langsame Genesung und die erwachte Sinnlichkeit in der nordafrikanischen Landschaft erlebte Gide als Wendepunkt in seinem Leben: „mir schien, als hätte ich zuvor gar nicht gelebt, als träte ich aus dem Tal der Schatten und des Todes ins Licht des wahren Lebens, in ein neues Dasein, in dem alles Erwartung, alles Hingabe wäre.“

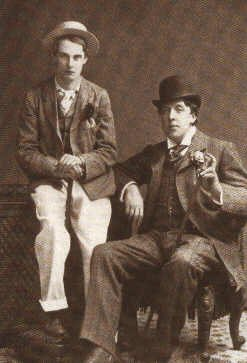
Lord Alfred Douglas und Oscar Wilde

Von der Reise zurückgekehrt empfand Gide ein „Gefühl der Entfremdung“ seinen bisherigen Lebensumständen gegenüber, was er in dem Werk Paludes („Sümpfe“) verarbeitete, das während eines Aufenthaltes in La Brévine in der Schweiz entstand (Oktober bis Dezember 1894). In Palude karikiert er nicht ohne Melancholie den Leerlauf in den Literatenzirkeln der Hauptstadt, aber auch seine eigene Rolle darin. Schon im Januar 1895 reiste Gide erneut nach Nordafrika, diesmal alleine. Seine Aufenthaltsorte waren Algier, Blida und Biskra. In Blida traf er zufällig auf Oscar Wilde und dessen Geliebten Alfred Douglas. Wilde, der zu diesem Zeitpunkt kurz vor seiner Rückkehr nach England stand, die ihn gesellschaftlich vernichten sollte, organisierte während eines gemeinsamen Aufenthaltes in Algier eine sexuelle Begegnung Gides mit einem Jugendlichen (Mohammed, ca. 14-jährig), dem Gide in seiner Autobiographie zentrale Bedeutung beimessen wird: „(…) erst jetzt fand ich endlich zu meiner eigenen Norm.“
Gide hat in seinem Leben eine Vielzahl weiterer Afrikareisen unternommen, schon die Hochzeitsreise führte ihn 1896 nach Nordafrika zurück. Klaus Mann verglich die lebensgeschichtliche Bedeutung der ersten beiden Afrikareisen für Gide, „die Wonne echter Neugeburt“, mit dem Italienerlebnis Goethes. Gide verarbeitete dieses Erlebnis in zentralen Texten seines literarischen Werkes: in lyrischer Prosa in Les Nourritures terrestres („Uns nährt die Erde“, 1897), als problemorientierte Erzählung in L’Immoraliste („Der Immoralist“, 1902), schließlich autobiographisch in Si le grain ne meurt („Stirb und werde“, 1926). Speziell die Autobiographie sorgte zeitgenössisch wegen ihres offenen Bekenntnisses zur Homosexualität für kontroverse Debatten; später galt sie als Meilenstein in der Entwicklung schwulen Selbstbewusstseins in westlichen Gesellschaften.

### Etablierung als Autor

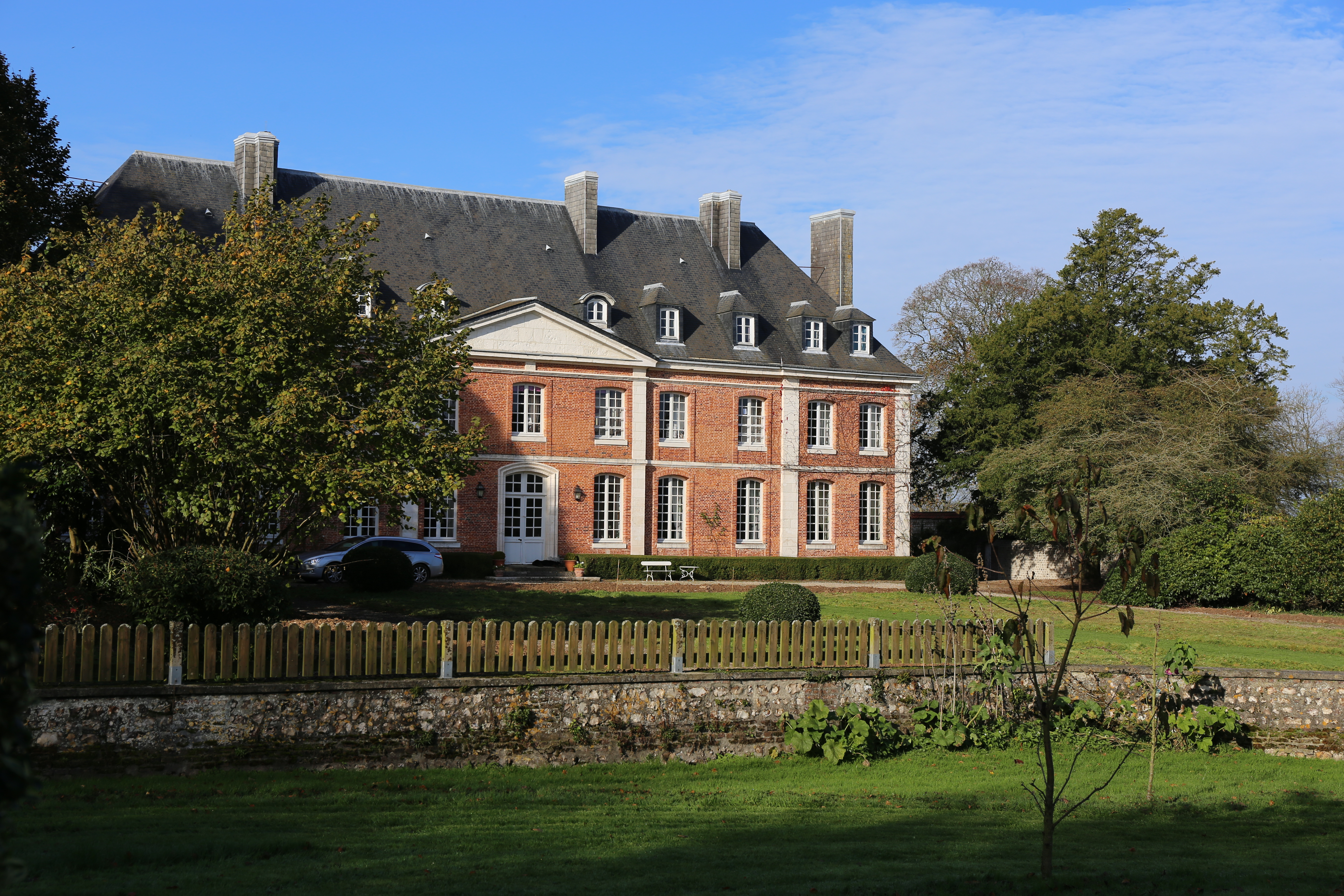
Cuverville

Nach der Rückkehr aus Afrika verbrachte Gide zwei Wochen in Gesellschaft seiner Mutter in Paris, bevor diese auf das Gut La Roque abreiste, wo sie am 31. Mai 1895 verstarb. Die spannungsreiche Beziehung zwischen Mutter und Sohn hatte sich zuletzt versöhnlicher gestaltet und Juliette Gide hatte ihren Widerstand gegen eine Eheschließung von Madeleine und André aufgegeben. Nach ihrem Tod verlobte sich das Paar am 17. Juni und heiratete am 7. Oktober 1895 in Cuverville. Gide berichtete später, dass er noch vor der Verlobung einen Arzt aufgesucht habe, um über seine homosexuellen Neigungen zu sprechen. Der Mediziner empfahl die Ehe als Heilmittel („Sie kommen mir vor wie ein Ausgehungerter, der bis heute versucht hat, sich von Essiggurken zu nähren.“). Die Ehe wurde wohl nie vollzogen, Gide trennte radikal zwischen Liebe und sexuellem Verlangen. Die Hochzeitsreise führte in die Schweiz, nach Italien und Nordafrika (Tunis, Biskra). Seine Reisenotizen Feuilles de route („Blätter von unterwegs“) sparen die Eheproblematik aus und konzentrieren sich ganz auf die sinnliche Präsenz von Natur und Kultur. Nach ihrer Rückkehr erfuhr Gide im Mai 1896, dass er zum Bürgermeister des Dorfes La Roque-Baignard gewählt worden war. Er übte dieses Amt aus, bis das Gut La Roque im Jahr 1900 verkauft wurde. Die Gides behielten nur Madeleines Erbe Cuverville.
Im Jahr 1897 erschien Les Nourritures terrestres. Seit der ersten Übersetzung ins Deutsche durch Hans Prinzhorn im Jahr 1930 war dieses Werk unter dem Titel Uns nährt die Erde bekannt, die neuere Übertragung durch Hans Hinterhäuser übersetzt Die Früchte der Erde. Gide hatte seit der ersten Afrikareise an dem Text gearbeitet, dessen erste Fragmente 1896 in der Zeitschrift L’Ermitage publiziert wurden. In einer Mischung aus Lyrik und hymnischer Prosa gibt Gide seinem Befreiungserlebnis Ausdruck: in der Ablehnung des Gegensatzes von Gut und Böse, im Eintreten für Sinnlichkeit und Sexualität in jeder Form, in der Feier des rauschhaften Genusses gegen Reflexion und Rationalität. Mit diesem Werk wandte sich Gide vom Symbolismus und von der Salonkultur des Pariser Fin de Siècle ab. Es verschaffte ihm unter jüngeren Literaten Bewunderung und Gefolgschaft, war zunächst aber kein kommerzieller Erfolg; bis zum Ersten Weltkrieg verkauften sich nur einige Hundert Exemplare. Nach 1918 aber entwickelte sich Les Nourritures terrestres „für mehrere Generationen zur Bibel“.
Gide trat in seinen frühen Jahren kaum als politischer Autor hervor. Sein Antinaturalismus erstrebte Kunstwerke, „die außerhalb der Zeit und aller »Kontingenzen« stünden“. In der Dreyfus-Affäre jedoch, die Frankreichs Öffentlichkeit seit 1897/98 spaltete, positionierte er sich klar auf Seiten Emile Zolas und unterzeichnete im Januar 1898 die Petition der Intellektuellen zugunsten eines Revisionsverfahrens für Alfred Dreyfus. Im selben Jahr publizierte er in der Zeitschrift L’Ermitage den Artikel A propos der «Déracinés», in dem er sich anlässlich der Veröffentlichung des Romans Les Déracinés („Die Entwurzelten“) von Maurice Barrès, gegen dessen nationalistische Entwurzelungstheorie wandte. Wieder ganz dem absoluten Kunstideal entsprach dann die 1899 veröffentlichte Erzählung Le Prométhée mal enchaîné („Der schlechtgefesselte Prometheus“), die um das Motiv des acte gratuit kreist, einer völlig freien, willkürlichen Handlung.
Gide zeigte früh Interesse am deutschsprachigen Kulturraum. Schon als Schüler begeisterte er sich für Heinrich Heine, dessen Buch der Lieder er im Original las. Im Jahr 1892 führte ihn eine erste Deutschland-Reise nach München. Bald ergaben sich persönliche Kontakte zu deutschsprachigen Autoren, etwa zu dem Symbolisten und Lyriker Karl Gustav Vollmoeller, den er 1898 kennenlernte und noch im selben Jahr in dessen Sommerresidenz in Sorrent besuchte. Durch Vollmöller kam Gide 1904 in Kontakt mit Felix Paul Greve. In diese Zeit fällt auch seine Bekanntschaft mit Franz Blei. Greve und Blei traten als frühe Übersetzer Gides ins Deutsche hervor. Auf Einladung Harry Graf Kesslers besuchte Gide 1903 Weimar und hielt vor der Fürstin Amalie am Weimarer Hof den Vortrag Über die Wichtigkeit des Publikums. Gide sollte sich zeitlebens, insbesondere nach 1918, für die französisch-deutschen Beziehungen einsetzen. An geistigen Einflüssen sind Goethe und Nietzsche hervorzuheben; mit Letzterem setzte sich Gide seit 1898 intensiv auseinander.

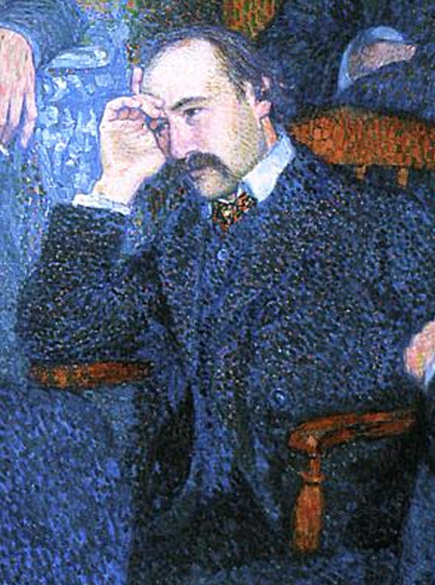
André Gide auf einem Gemälde Théo van Rysselberghes

Um die Jahrhundertwende wandte sich Gide verstärkt dramatischen Arbeiten zu. Seine szenischen Werke knüpfen an Stoffe der antiken Überlieferung oder biblische Geschichten an. Im Mittelpunkt seiner Ideendramen stehen Figuren, auf die Gide seine eigenen Erfahrungen und Ideen projiziert. In dem für seine dramaturgischen Überlegungen wichtigen Vortrag De l’évolution du théâtre („Über die Entwicklung des Theaters“), gehalten 1904 in Brüssel, zitiert Gide Goethe zustimmend: „Für den Dichter ist keine Person historisch, es beliebt ihm, eine sittliche Welt darzustellen und er erweist zu diesem Zweck gewissen Personen aus der Geschichte die Ehre, ihren Namen seinen Geschöpfen zu leihen.“ Der 1898 in der Zeitschrift La Revue blanche publizierte Text Philoctète ou Le Traité des trois morales („Philoktet oder der Traktat von den drei Arten der Tugend“) lehnte sich an Sophokles an und hatte den Charakter eines Traktats in dramaturgischer Form; eine Aufführung war weder geplant, noch wurde sie tatsächlich realisiert. Das erste Drama Gides, das die Bühne erreichte, war 1901 Le roi Candaule („König Kandaules“), dessen Stoff Herodots Historien und Platons Politeia entnommen war. Das Werk wurde am 9. Mai 1901 in der Regie Aurélien Lugné-Poes in Paris uraufgeführt. In der Übersetzung Franz Bleis kam es schon 1906 zu einer Aufführung im Deutschen Volkstheater in Wien. Im Jahr 1903 publizierte Gide das Drama Saül („Saul“), dessen Grundlage das Buch Samuel ist. Das Stück war schon 1898 vollendet, von Gide aber erst veröffentlicht worden, nachdem alle Versuche, es zur Aufführung zu bringen, gescheitert waren. Tatsächlich wurde Saul erst 1922 von Jacques Copeau im Théâtre du Vieux-Colombier in Paris uraufgeführt. Wenngleich Gide nach dieser intensiven Theaterarbeit um 1900 erst 1930 mit Œdipe („Oedipus“) wieder ein großes Drama vorlegte, blieb er dem Theater doch immer verbunden. Dies zeigen etwa seine Übersetzungen von William Shakespeares Hamlet und Antonius und Cleopatra oder von Rabindranath Tagores Das Postamt; auch das von Gide verfasste Opernlibretto für Perséphone, das Igor Strawinsky vertonte, steht für sein theatralisches Interesse. Im Jahr 1913 gehörte Gide selbst zu den Gründern des Théâtre du Vieux-Colombier.
Gide arbeitete meist an mehreren Werken gleichzeitig, die über Jahre reiften und in einem dialektischen Verhältnis zueinander standen. Dies gilt insbesondere für zwei seiner wichtigsten Erzählungen vor 1914: L’Immoraliste („Der Immoralist“, 1902) und La Porte étroite („Die enge Pforte“, 1909), die Gide selbst als „Zwilling(e)“ bezeichnete, die „im Wettstreit miteinander in meinem Geist wuchsen“. Die ersten Überlegungen zu beiden Texten, die das Problem der Tugend aus unterschiedlichen Perspektiven behandeln sollten, gehen auf die Zeit nach der Rückkehr von der ersten Afrikareise zurück. Beide Erzählungen sind in den Örtlichkeiten wie in den personellen Konstellationen stark autobiographisch geprägt, weshalb es nahe lag, in Marceline und Michel (im Immoralist) und in Alissa und Jérôme (in Die enge Pforte) Madeleine und André Gide zu erkennen. Gide hat diese Gleichsetzung immer zurückgewiesen und das Bild verschiedener Knospen gebraucht, die er als Anlagen in sich trage: Aus einer dieser Knospen konnte die Figur des Michel erwachsen, der sich ganz der absoluten, selbstbezogenen Vitalität hingibt und dafür seine Frau opfert; aus einer anderen Knospe ging die Figur der Alissa hervor, die ihre Liebe der absoluten und blinden Nachfolge Christi opfert. Beide Figuren scheitern in ihrer entgegengesetzten Radikalität, beide verkörpern Anlagen und Versuchungen Gides, die er gerade nicht ins Extrem treibt, sondern – auch hier dem Vorbild Goethes folgend – in sich zu vereinen und auszugleichen sucht.

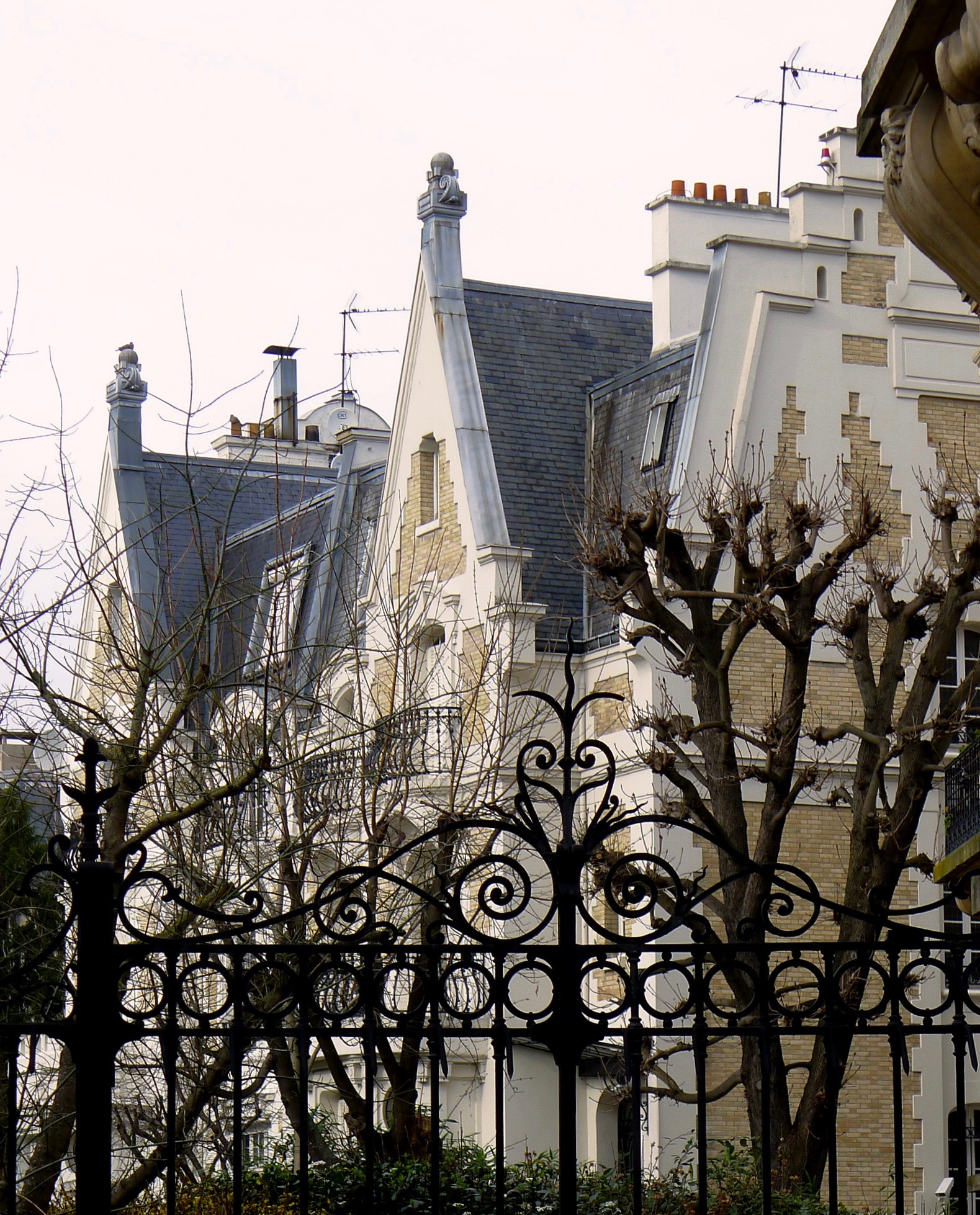
Villa Montmorency in Auteuil

Im Jahr 1906 erwarb Gide die Villa Montmorency in Auteuil, wo er bis 1925 lebte, soweit er sich nicht in Cuverville aufhielt oder auf Reisen war. In dieser Zeit arbeitete Gide hauptsächlich an Die enge Pforte. Diese Arbeit unterbrach er im Februar und März 1907 und stellte in kurzer Zeit die Erzählung Le Retour de l’enfant prodigue („Die Rückkehr des verlorenen Sohnes“) fertig, die noch im Frühjahr 1907 erschien. Die Erzählung greift das biblische Motiv von der Heimkehr des verlorenen Sohns auf, der bei Gide jedoch dem jüngeren Bruder rät, das elterliche Haus ebenfalls zu verlassen und nicht zurückzukommen, d. h. sich definitiv zu emanzipieren. Die Erzählung erschien bereits 1914 in der Übersetzung Rainer Maria Rilkes auf Deutsch und entwickelte sich – gerade in Deutschland – „zu einem Bekenntnisbuch der Jugendbewegung“. Nach Raimund Theis ist Die Rückkehr des verlorenen Sohnes „eine der formal geschlossensten, vollendetsten Dichtungen André Gides“. Bald nach der Fertigstellung des Verlorenen Sohnes, im Juli 1907, besuchte Gide seinen Freund Eugène Rouart auf dessen Gut in Südfrankreich. Dort kam es zu einer Liebesnacht zwischen Gide und dem 17-jährigen Landarbeitersohn Ferdinand Pouzac (1890–1910), die Gide in der kleinen Erzählung Le Ramier („Die Ringeltaube“) verarbeitete, die erst 2002 aus seinem Nachlass veröffentlicht wurde.

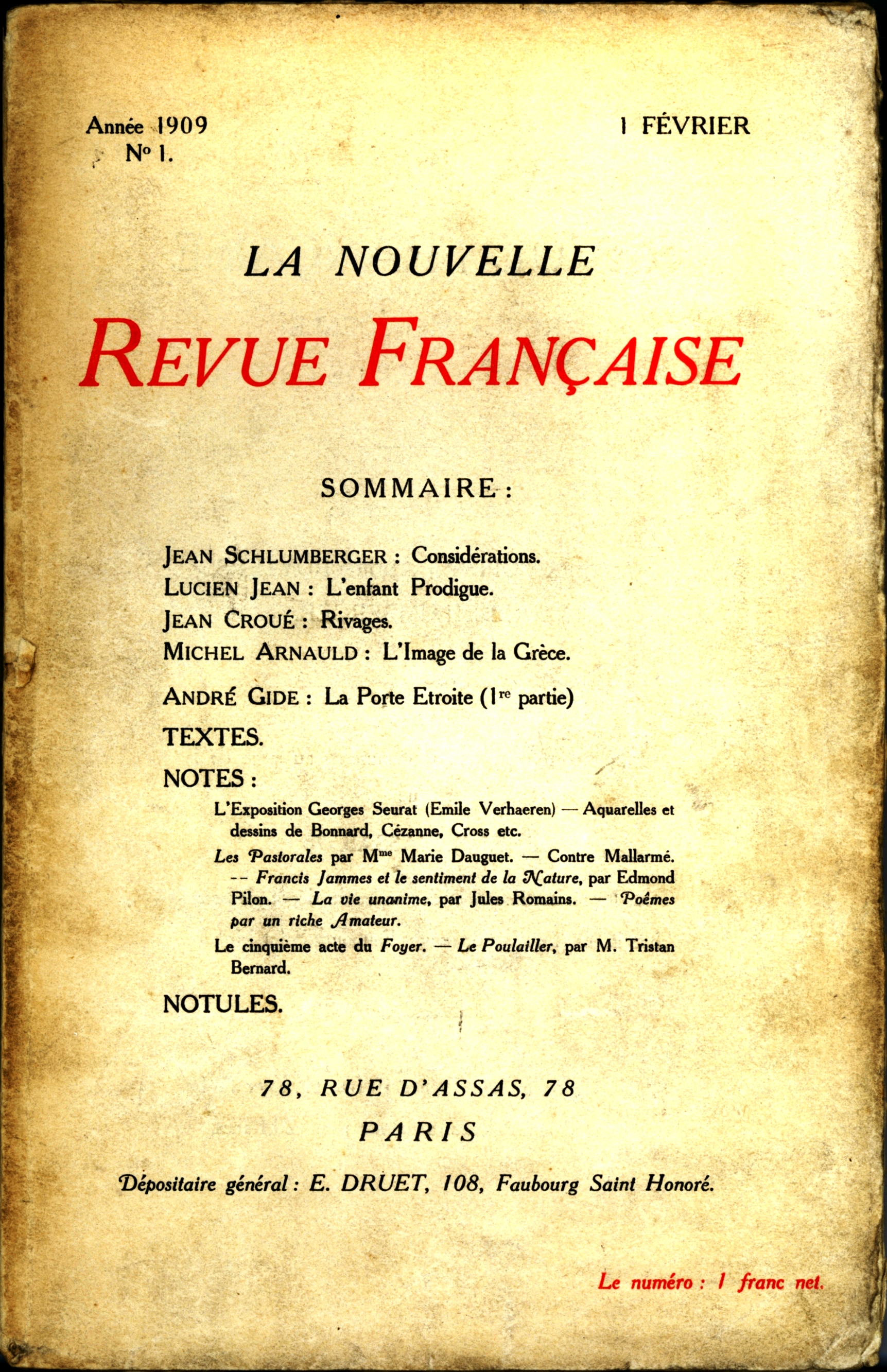
Erste Nummer der NRF, Februar 1909

Um Gide bildete sich seit Les Nourritures terrestres ein Kreis jüngerer Literaten, bestehend aus Marcel Drouin, André Ruyters, Henri Ghéon, Jean Schlumberger und Jacques Copeau. Die Gruppe plante, eine literarische Zeitschrift nach ihren Vorstellungen zu gründen, nachdem L’Ermitage, in der auch Gide seit 1896 publiziert hatte, 1906 eingegangen war. Gemeinsam mit Eugène Montfort bereitete die Gruppe um Gide für November 1908 das erste Heft des neuen Periodikums vor, das den Titel La Nouvelle Revue française (NRF) tragen sollte. Nach Differenzen mit Montfort trennte man sich und die sechs Freunde begründeten die Zeitschrift unter gleichem Namen mit einer neuen ersten Nummer, die im Februar 1909 erschien. Die Zeitschrift konnte schnell namhafte Autoren der Zeit gewinnen, darunter Charles-Louis Philippe, Jean Giraudoux, Paul Claudel, Francis Jammes, Paul Valéry und Jacques Rivière. Der NRF wurde 1911 ein eigenes Verlagshaus angegliedert (Éditions de la NRF), dessen Leitung der bald einflussreiche Verleger Gaston Gallimard übernahm. Gides Erzählung Isabelle erschien 1911 als drittes Buch des neuen Verlages. Über die Zeitschrift und den NRF-Verlag wurde Gide nach 1918 einer der tonangebenden französischen Literaten seiner Epoche, der mit fast allen zeitgenössischen europäischen Autoren von Rang Kontakte pflegte. In die Literaturgeschichte ging die im Jahr 1912 erfolgte Ablehnung des ersten Bandes von Marcel Prousts Roman Auf der Suche nach der verlorenen Zeit durch den Verlag ein: Gide trug als Lektor die Hauptverantwortung und begründete sein Votum damit, dass Proust „ein Snob und literarischer Amateur“ sei. Seinen Fehler räumte Gide später Proust gegenüber ein: „Die Ablehnung des Buchs wird der größte Fehler der NRF bleiben und (denn ich schäme mich, weitgehend dafür verantwortlich zu sein) einer der stechendsten Schmerzen und Gewissensbisse meines Lebens.“
Gide teilte seine erzählenden Werke in zwei Gattungen ein: die Soties und die Récits. Zu den Soties zählte er Die Reise Urians, Paludes und Der schlecht gefesselte Prometheus, zu den Récits Der Immoralist, Die enge Pforte, Isabelle und die 1919 erschienene Pastoralsymphonie. Während die Sotie mit satirischen und parodistischen Stilmitteln arbeitet, ist der Récit als Erzählung zu charakterisieren, in der eine Figur idealtypisch, aus der Fülle des Lebens herausgelöst, als Fall dargestellt wird. Beide Gattungen grenzte Gide klar von der Totalität des Romans ab, was bedeutete, dass er selbst noch keinen Roman vorgelegt hatte. Auch das 1914 publizierte Werk Les Caves du Vatican („Die Verliese des Vatikans“) ließ er trotz der komplexen Handlungsführung nicht als Roman gelten, sondern rechnete es zu seinen Soties.
Vor dem Hintergrund realer Gerüchte in den 1890er Jahren, Freimaurer hätten Leo XIII. eingesperrt und durch einen falschen Papst ersetzt, entwirft Gide ein Gesellschaftsbild voller Falschheit und Heuchelei, in dem Religion, Wissenschaftsgläubigkeit und bürgerliche Werte durch seine Figuren, allesamt Narren, ad absurdum geführt werden. Nur die schillernde Figur des schönen jungen Kosmopoliten Lafcadio Wluiki, ganz frei und bindungslos, scheint positiv besetzt: – und er begeht einen Mord als „acte gratuit“. Die Verliese des Vatikans stießen bei Erscheinen teils auf positive Resonanz, wofür Prousts Begeisterung stehen mag, teils auf heftige Kritik, wofür die Ablehnung Paul Claudels charakteristisch ist. Der mit Gide befreundete Claudel hatte ihn in den Jahren vor 1914 zum Katholizismus bekehren wollen und Gide schien der Konversion phasenweise nahe. Das neue Werk konnte Claudel nun nur als Absage verstehen, zumal sich im Buch auch eine satirisch dargestellte Konversion findet. Claudels noch 1914 in einem Brief an Gide geäußerte Kritik setzte aber bei einer homoerotischen Passage an: „Um Himmels willen, Gide, wie konnten Sie den Absatz schreiben (…). Muss man also in der Tat annehmen – ich habe mich immer geweigert es zu tun –, dass Sie selbst diese entsetzlichen Sitten praktizieren? Antworten Sie mir. Sie müssen antworten.“ Und Gide antwortete in einer Weise, die zeigt, dass er des Doppellebens, das er führte, überdrüssig war (auch wenn das öffentliche Bekenntnis erst nach 1918 folgte): „Niemals habe ich bei einer Frau ein Verlangen gespürt; und die traurigste Erfahrung, die ich in meinem Leben gemacht habe, ist, dass die beständigste, längste, lebendigste Liebe nicht von dem begleitet war, was ihr im Allgemeinen vorausgeht. Im Gegenteil: Liebe schien mir das Verlangen zu verhindern. (…) Ich habe nicht gewählt, so zu sein.“

### Erster Weltkrieg und Durchbruch in der Zwischenkriegszeit
Nach dem Ausbruch des Ersten Weltkrieges engagierte sich Gide, der nicht zum Militärdienst eingezogen wurde, bis Frühjahr 1916 in der privaten Hilfsorganisation Foyer Franco-Belge, die sich um Flüchtlinge aus den von deutschen Truppen besetzten Gebieten kümmerte. Dort arbeitete er mit Charles Du Bos und Maria van Rysselberghe, der Frau des belgischen Malers Théo van Rysselberghe, zusammen. Maria (genannt La Petite Dame) wurde zu einer engen Vertrauten Gides. Seit 1918 erstellte sie ohne sein Wissen Aufzeichnungen über Begegnungen und Gespräche mit ihm, die zwischen 1973 und 1977 unter dem Titel Les Cahiers de la Petite Dame publiziert wurden. Mit der Tochter der Rysselberghes, Elisabeth, zeugte Gide 1922 eine Tochter: Catherine Gide (1923–2013), die er vor Madeleine verheimlichte und erst nach deren Tod 1938 offiziell als Tochter anerkannte. Nach dem Verkauf der Villa in Auteuil lebte Gide seit 1926 meist in Paris in einem Haus in der rue Vaneau mit Maria, Elisabeth und Catherine, während sich Madeleine ganz nach Cuverville zurückzog.
Die Jahre 1915/16 wurden durch eine tiefe moralische und religiöse Krise Gides überschattet. Er vermochte nicht, seinen Lebenswandel mit den tief in ihm verankerten religiösen Prägungen in Einklang zu bringen. Zudem erlebte er seit Jahren die Anziehungskraft, die der Katholizismus auf Personen seines engsten Umfeldes ausübte. Dies galt nicht nur für Claudel, sondern auch für Francis Jammes, der schon 1905 konvertiert war. 1915 folgte Henri Gheon, dann Jacques Copeau, Charles Du Bos und Paul-Albert Laurens. In einer Tagebuchnotiz des Jahres 1929 gestand Gide ein: „Ich möchte nicht behaupten, daß ich nicht zu einer bestimmten Zeit meines Lebens ziemlich nahe daran gewesen wäre, zu konvertieren.“ Als Zeugnis seiner Glaubenskämpfe publizierte Gide im Jahr 1922 in kleiner Auflage (70 Exemplare) anonym die Schrift Numquid et tu…?; 1926 ließ er eine größere Auflage (2650 Exemplare) unter eigenem Namen folgen.

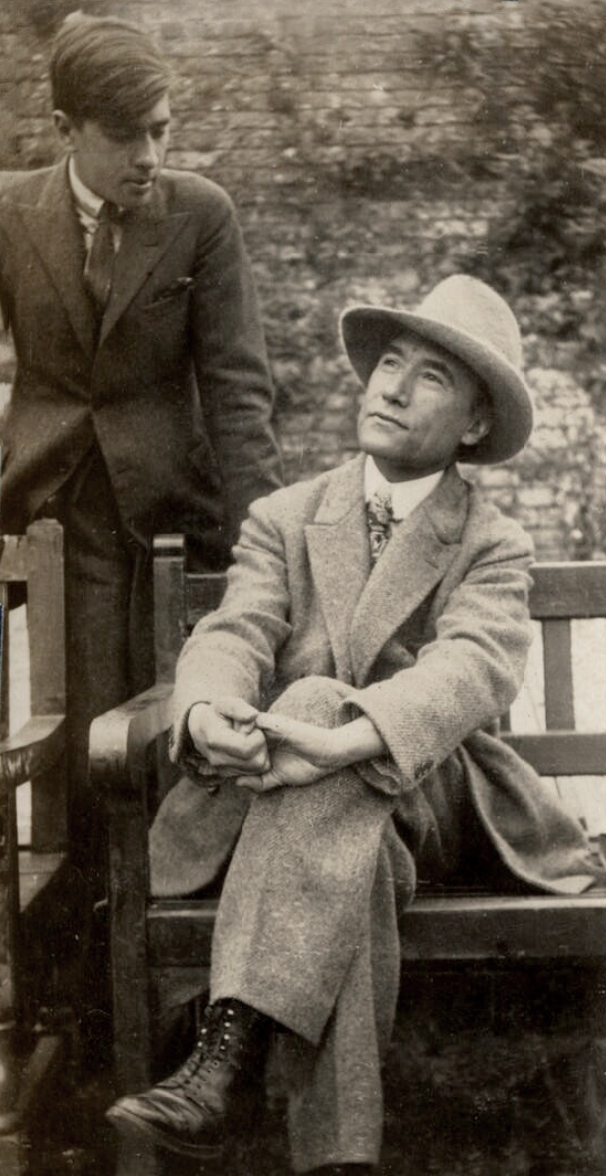
Marc Allégret und André Gide

Gide überwand die Krise durch die Liebe zu Marc Allégret. Er kannte Marc, Jahrgang 1900, von Geburt an, da er ein Freund der Familie war. Marcs Vater, der Pastor Élie Allégret (1865–1940), hatte Gide als Kind unterrichtet und ihn seither wie einen jüngeren Bruder betrachtet. Als er 1916 in die Mission nach Kamerun geschickt wurde, vertraute er Gide die Sorge um seine sechs Kinder an. Dieser verliebte sich in den viertältesten Sohn Marc und ging seit 1917 ein intimes Verhältnis zu ihm ein; erstmals erlebte er die Übereinstimmung von Liebe und sexueller Begierde. Gide und Allégret unternahmen Reisen, 1917 in die Schweiz und 1918 nach England. Die Kehrseite dieses Glücks war die schwere Krise in der Beziehung zu Madeleine. Diese hatte 1916 durch Zufall vom Doppelleben ihres Mannes erfahren und war durch dessen monatelangen Aufenthalt in England zusammen mit Marc so tief verletzt, dass sie alle Briefe, die ihr Gide über 30 Jahre hinweg geschrieben hatte, noch einmal las und dann verbrannte. Als Gide im November 1918 davon erfuhr, war er zutiefst verzweifelt: „Damit verschwindet mein Bestes (…).“ Vor dem Hintergrund dieser emotionalen Wechselfälle entstand 1918 die Erzählung La Symphonie pastorale („Die Pastoral-Symphonie“), die 1919 veröffentlicht wurde. Dabei handelte es sich um die Geschichte eines Pastors, der ein blindes Waisenmädchen in seine Familie aufnimmt, sie erzieht, sich in sie verliebt, sie aber an seinen Sohn verliert. Die Symphonie war der größte Bucherfolg Gides zu seinen Lebzeiten, mit mehr als einer Million Exemplaren und rund 50 Übersetzungen. Im selben Jahr erschien auch die Nouvelle Revue française, die seit 1914 eingestellt war, erstmals nach dem Krieg. In dieser Zeit vollzog sich Gides Aufstieg zur zentralen Figur im literarischen Leben Frankreichs: le contemporain capital, der bedeutendste Zeitgenosse, wie der Kritiker André Rouveyre schrieb.

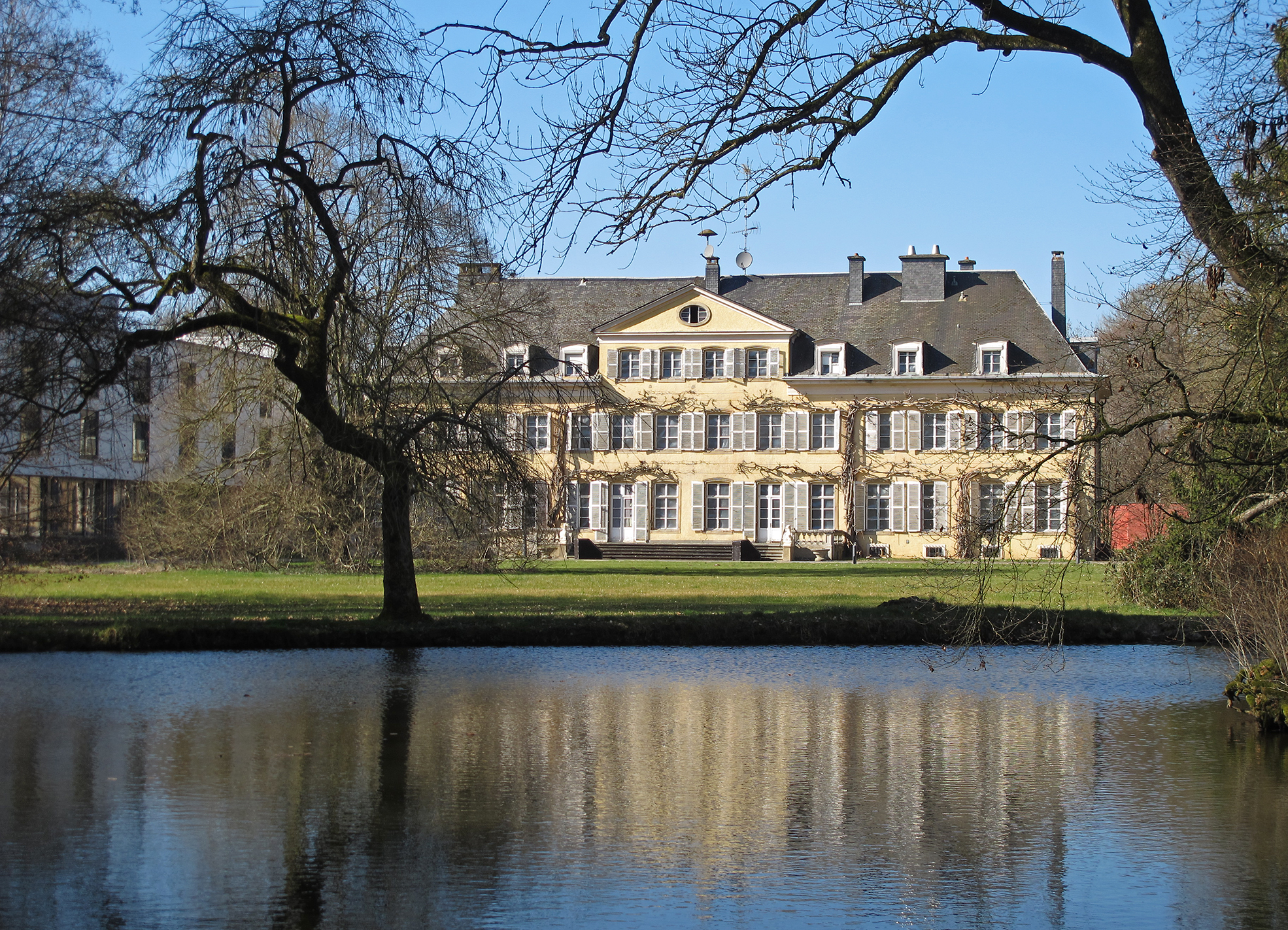
Schloss Colpach

In die Jahre nach dem Ersten Weltkrieg fiel Gides zunehmende Rezeption in Deutschland, wofür der Romanist Ernst Robert Curtius von großer Bedeutung war. In seinem 1919 publizierten Werk Die literarischen Wegbereiter des neuen Frankreich würdigte er Gide als einen der bedeutendsten französischen Gegenwartsautoren. Zwischen Curtius und Gide entspann sich seit 1920 ein Briefwechsel, der bis zu Gides Tod andauerte. Schon 1921 begegneten sich beide erstmals persönlich im luxemburgischen Colpach. Im örtlichen Schloss veranstaltete das Industriellenehepaar Aline und Emil Mayrisch Treffen französischer und deutscher Intellektueller. Gide kannte Aline Mayrisch, die in der NRF über deutsche Literatur schrieb, seit Beginn des Jahrhunderts. Sie und Gide sorgten auch für Curtius’ Einladung zum zweiten, regelmäßig stattfindenden Treffen von Intellektuellen, die sich der europäische Verständigung verschrieben hatten: den Dekaden von Pontigny, die Paul Desjardins seit 1910 veranstaltete. Die während des Krieges unterbrochenen Dekaden fanden 1922 erstmals wieder statt und Gide, der schon vor 1914 zugegen war, gehörte zu den regelmäßigen Teilnehmern. Die auf gegenseitigem Respekt beruhende Freundschaft zwischen Gide und Curtius gründete auch auf der gemeinsamen Ablehnung von Nationalismus und Internationalismus; beide befürworteten ein Europa der Kulturen. Ernst Robert Curtius hat zudem Werke Gides ins Deutsche übersetzt.
Im Jahr 1923 veröffentlichte Gide ein Buch über Dostojewski: Dostoïevsky. Articles et causeries („Dostojewski. Aufsätze und Vorträge“). Er hatte sich mit dem russischen Romancier seit 1890 auseinandergesetzt, als er erstmals das Buch Le Roman russe von Eugène-Melchior de Vogüé gelesen hatte. Das 1886 publizierte Werk Vogüés hatte die russische Literatur in Frankreich popularisiert und speziell Dostojewski als Repräsentanten einer „Religion des Leidens“ vorgestellt. Gide wandte sich seit der ersten Lektüre gegen diese Interpretation und betonte die psychologischen Qualitäten des russischen Erzählers, der in seinen Figuren die extremsten Möglichkeiten der menschlichen Existenz ausleuchte. Er publizierte einige Artikel über Dostojewski und plante vor 1914 eine Lebensbeschreibung, die er aber nie vorlegte. Aus Anlass des 100. Geburtstages hielt er 1921 einen Vortrag im Theater Vieux-Colombier, woraus sich eine Vortragsreihe in den Jahren 1921/22 entwickelte. Das 1923 veröffentlichte Werk sammelte ältere Aufsätze und die Vorträge im Vieux-Colombier, die nicht weiter bearbeitet worden waren. Dass sich sein Blick auf Dostojewski nicht gewandelt hatte, verdeutlichte Gide mit Nietzsches Ausspruch, Dostojewski sei „der einzige Psychologe, von dem ich etwas zu lernen hatte“, den er dem Buch als Motto voranstellte. Die Publikation über Dostojewski ist Gides umfassendste Auseinandersetzung mit einem anderen Schriftsteller, die gerade in die Jahre fiel, in denen er selbst an einer Theorie des Romans arbeitete. Gides Interesse an der russischen Literatur zeigt auch seine 1928 vorgelegte Übertragung der Novellen Puschkins.

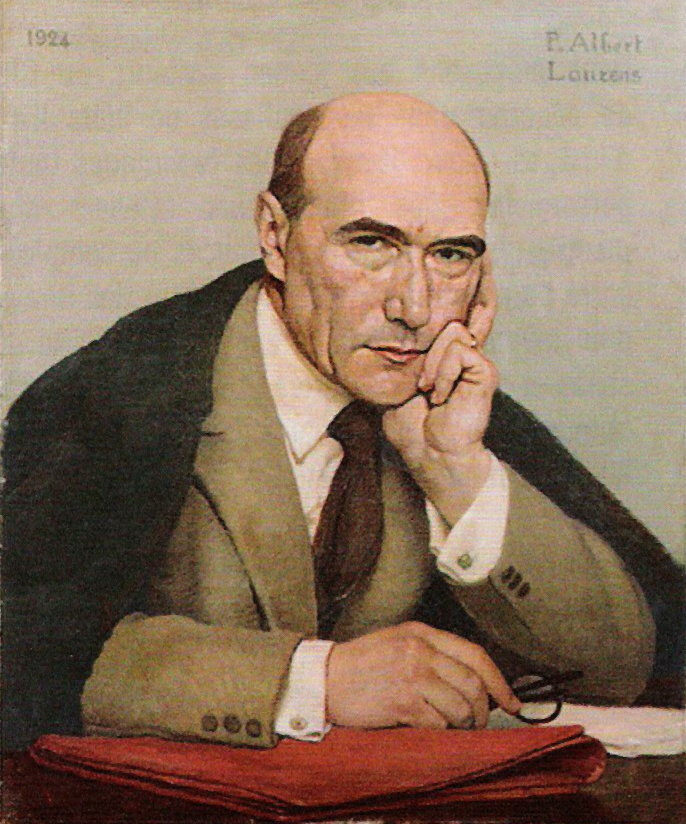
André Gide gemalt von Paul Albert Laurens (1924)

Mitte der 1920er Jahre kulminierte Gides Werk in der Veröffentlichung dreier Bücher, an denen er über Jahre gearbeitet hatte und die ihn als öffentliche Person wie auch als Künstler endgültig definierten: 1924 erschien Corydon. Quatre dialogues socratiques („Corydon. Vier sokratische Dialoge“), 1926 Si le grain ne meurt („Stirb und werde“) und im selben Jahr Les Faux-Monnayeurs („Die Falschmünzer“). Gide führte 1922 bei der Psychoanalytikerin Eugénie Sokolnicka für kurze Zeit eine Psychoanalyse durch. Sie stand den Literaten um die Zeitschrift „Nouvelle Revue Française“ sehr nahe. Gide porträtierte Eugénie Sokolnicka literarisch als „Doctoresse Sophroniska“ in dem besagten Roman „Die Falschmünzer“.
Mit Corydon und Stirb und werde outete sich Gide als Homosexueller in der breiten Öffentlichkeit. Für ihn war dies ein Befreiungsschlag, da er sein Privatleben und sein öffentliches Bild zunehmend als falsch und heuchlerisch empfand. Im Entwurf eines Vorworts zu Stirb und werde benannte er seine Motivation: „Ich meine, es ist besser, für das, was man ist, gehaßt, als für das, was man nicht ist, geliebt zu werden. Unter der Lüge, so glaube ich, habe ich am meisten in meinem Leben gelitten.“
Corydon hatte eine lange Entstehungsgeschichte. Seit 1908 arbeitete Gide an sokratischen Dialogen zum Thema Homosexualität. Im Jahr 1911 ließ er unter dem Titel C. R. D. N. eine Ausgabe in 22 Exemplaren anonym erscheinen. Zu diesem Zeitpunkt waren die ersten beiden und ein Teil des dritten Dialogs fertiggestellt. Noch vor dem Krieg setzte Gide die Arbeit fort, unterbrach sie in den ersten Kriegsjahren und nahm sie ab 1917 wieder auf. Den entstandenen Text ließ er, wieder anonym, in einer Auflage von nur 21 Exemplaren drucken, die bereits den Titel Corydon. Vier sokratische Dialoge trugen. Nach weiteren Bearbeitungen seit 1922 erschien das Buch im Mai 1924 unter Gides Namen, 1932 erstmals auf Deutsch in der Übersetzung von Joachim Moras. Corydon kombiniert die fiktionale literarische Form des Dialogs mit nichtfiktionalen Inhalten, über die sich die beiden Gesprächspartner austauschen (Geschichte, Medizin, Literatur usw.). Gides Anliegen war es, die Homosexualität als naturgegeben zu verteidigen, wobei er die Spielart der Päderastie präferierte.
Auch die Entstehung der Autobiografie Stirb und werde, die Gides Leben bis zur Heirat 1895 darstellt, geht auf die Jahre vor dem Ersten Weltkrieg zurück. Im Jahr 1920 ließ Gide einen Privatdruck (12 Exemplare) des ersten Teils der Memoiren anfertigen, der nur für seine Freunde bestimmt war; 1921 folgten 13 Exemplare des zweiten Teils zum selben Zweck. Die für den Buchhandel bestimmte Ausgabe lag 1925 gedruckt vor, wurde auf Gides Wunsch aber erst im Oktober 1926 ausgeliefert. Stirb und werde ist eine Lebensbeschreibung, die nicht dem Muster des organischen Wachstums oder der stufenweisen Entfaltung der Persönlichkeit folgt, sondern einen radikalen Umbruch darstellt: die Zeit vor den Afrikareisen (Teil I) erscheint als dunkle Epoche der Selbstentfremdung, die Erfahrungen in Afrika (Teil II) als Befreiung und Erlösung des eigenen Selbst. Gide war sich bewusst, dass eine derart stilisierte Sinngebung in der eigenen Lebensbeschreibung die Realität vereinfachte und die Widersprüche in seinem Wesen harmonisierte. In einer in die Autobiographie aufgenommenen Selbstreflexion bemerkte er daher: „So sehr man sich auch um Wahrheit bemüht, die Beschreibung des eigenen Lebens bleibt immer nur halb aufrichtig: In Wirklichkeit ist alles viel verwickelter, als es dargestellt wird. Vielleicht kommt man im Roman der Wahrheit sogar näher.“ Mit den Falschmünzern löste er diesen Anspruch ein.
Gide bezeichnete Die Falschmünzer in der Widmung des Werkes für Roger Martin du Gard als seinen „ersten Roman“ – und nach seiner eigenen Definition des Romans blieb es auch sein einziger. Er hatte die Arbeit an dem Buch im Jahr 1919 aufgenommen und im Juni 1925 abgeschlossen. Anfang 1926 erschien es mit dem auf 1925 datierten Copyright. Parallel zur Entstehung des Romans führte Gide ein Tagebuch, in dem er seine Reflexionen über das sich entwickelnde Werk festhielt. Dieser Text erschien im Oktober 1926 unter dem Titel Journal des Faux-Monnayeurs („Tagebuch der Falschmünzer“). Die Falschmünzer ist ein sehr kunstvoll angelegter Roman um die Entstehung eines Romans. Die Handlung, die damit beginnt, dass einer der Protagonisten seine außereheliche Zeugung entdeckt, wirkt etwas verwirrend, steht aber auf der Höhe der zeitgenössischen theoretischen und erzähltechnischen Errungenschaften der Gattung Roman, die sich selbst inzwischen zum Problem geworden war. Die Faux-Monnayeurs gelten heute als ein richtungweisendes Werk der modernen europäischen Literatur.

### Wendung zum Sozialen und Politischen

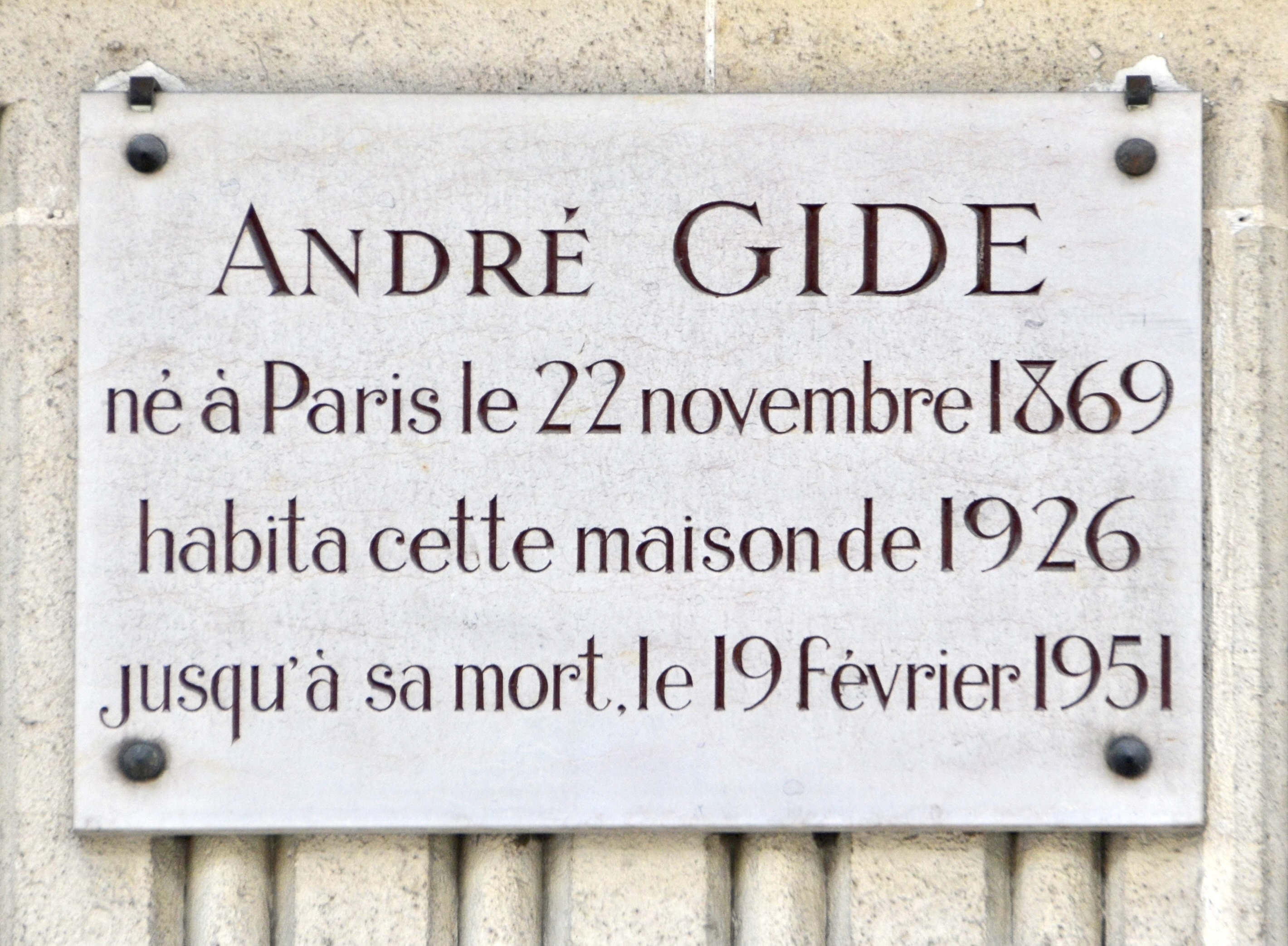
Gedenktafel am Haus 1bis rue Vaneau in Paris. Hier wohnte Gide im 6. Stockwerk von 1926 bis zu seinem Tod im Jahre 1951.

Im Jahr 1925 verkaufte Gide seine Villa in Auteuil und ging mit Allégret auf eine fast einjährige Reise durch die damaligen französischen Kolonien Congo (Brazzaville) und Tschad. Die seines Erachtens unhaltbaren ausbeuterischen Zustände dort schilderte er anschließend in Vorträgen und Artikeln sowie in den Büchern Voyage au Congo („Kongoreise“) (1927) und Retour du Tchad („Rückkehr aus dem Tschad“) (1928), womit er heftige Diskussionen entfachte und viele Angriffe nationalistischer Franzosen auf sich zog.
1929 erschien L’École des femmes („Die Schule der Frauen“), die tagebuchartige Geschichte einer Frau, die ihren Mann als starren und seelenlosen Vertreter der bürgerlichen Normen demaskiert und ihn verlässt, um im Krieg Verwundete zu pflegen.
1931 beteiligte sich Gide an der von Jean Cocteau ausgelösten Welle antikisierender Dramen mit dem Stück Œdipe („Ödipus“).
Ab 1932, im Rahmen der wachsenden politischen Polarisierung zwischen links und rechts in Frankreich und ganz Europa, engagierte Gide sich zunehmend auf Seiten der französischen kommunistischen Partei (PCF) und antifaschistischer Organisationen. So reiste er z. B. 1934 nach Berlin, um dort die Freilassung kommunistischer Regimegegner zu verlangen. 1935 gehörte er zur Leitung eines Kongresses antifaschistischer Schriftsteller in Paris, der teilweise verdeckt mit Geldern aus Moskau finanziert wurde. Er verteidigte dabei das Sowjetregime gegen Angriffe von trotzkistischen Delegierten, die die sofortige Freilassung des in der Sowjetunion internierten Schriftstellers Victor Serge verlangten. Auch mäßigte er – zumindest theoretisch – seinen bis dahin vertretenen kompromisslosen Individualismus zugunsten einer Position, die die Rechte des Ganzen und der Anderen vor die des Einzelnen setzt.
Im Juni 1936 reiste er auf Einladung des sowjetischen Schriftstellerverbandes mehrere Wochen durch die UdSSR. Ihn betreute der Vorsitzende der Auslandskommission des Verbandes, der Journalist Michail Kolzow. Am Tag nach der Ankunft Gides starb der Vorsitzende des Schriftstellerverbandes Maxim Gorki. Gide hielt auf dem Lenin-Mausoleum, auf dem auch das Politbüro mit Stalin an der Spitze Aufstellung genommen hatte, eine der Trauerreden. Doch zu der von ihm erhofften Audienz bei Stalin im Kreml kam es nicht. Den Forschungen von Literaturhistorikern zufolge war Stalin über Gides Absichten gut unterrichtet. Dieser hatte vor seiner Abreise dem in Paris als Korrespondent sowjetischer Zeitungen arbeitenden Schriftsteller Ilja Ehrenburg anvertraut: „Ich habe mich entschlossen, die Frage nach seiner Haltung zu meinen Gesinnungsgenossen aufzuwerfen.“ Er wolle Stalin nach der „rechtlichen Lage der Päderasten fragen“, hielt Ehrenburg fest.
Gides Enttäuschung beim Blick hinter die Kulissen der kommunistischen Diktatur war jedoch groß. Seine Eindrücke von dieser Reise, die ihn auch nach Georgien führte, schilderte er in dem kritischen Bericht Retour de l’U.R.S.S. („Zurück aus der Sowjetunion“), in dem er sich indes bemühte, Emotionen und Polemik zu vermeiden. Er beschrieb das Sowjetregime als „Diktatur eines Mannes“, die die Ursprungsideen von der „Befreiung des Proletariats“ pervertiert habe. Die sowjetische Presse reagierte mit heftigen Attacken auf ihn, seine Bücher wurden aus allen Bibliotheken des Landes entfernt, eine bereits begonnene mehrbändige Werkausgabe wurde nicht fortgesetzt. Als viele westliche Kommunisten ihn attackierten und ihm vorwarfen, er unterstütze mit seiner Kritik indirekt Hitler, ging Gide vollends auf Distanz zur Partei.

### Der Zweite Weltkrieg und die Nachkriegszeit
Nach dem Ausbruch des Zweiten Weltkriegs 1939 zog er sich zu Freunden nach Südfrankreich zurück und ging 1942 nach Nordafrika, nachdem er sich von einem passiven Sympathisanten des Regierungschefs des Kollaborationsregimes von Marschall Philippe Pétain zu einem aktiven Helfer der Londoner Exilregierung unter Charles de Gaulle entwickelt hatte. Diese versuchte er z. B. 1944 mit einer Propagandareise durch die westafrikanischen Kolonien zu unterstützen, deren Gouverneure lange zwischen Pétain und de Gaulle schwankten.
1946 publizierte Gide sein letztes größeres Werk, Thésée („Theseus“), eine fiktive Autobiografie des antiken Sagenhelden Theseus, in den er sich hineinprojiziert.
In seinen letzten Jahren konnte er noch seinen Ruhm genießen mit Einladungen zu Vorträgen, Ehrendoktorwürden, Interviews, oder Filmen zu seiner Person. Am 17. November 1947 nahm er in Neuchâtel, im Büro des Verlagsleiters Richard Heyd (Verlag Éditions Ides et Calendes) mit Sitz an der Rue de l’Evole 15, in einer Radioansprache den Nobelpreis für Literatur an. Er war in der Schweiz geblieben, weil für ihn eine Reise nach Stockholm aus gesundheitlichen Gründen nicht möglich war. Die Begründung des Nobelpreiskomitees lautete: „für seine weit umfassende und künstlerisch bedeutungsvolle Verfasserschaft, in der Fragen und Verhältnisse der Menschheit mit unerschrockener Wahrheitsliebe und psychologischem Scharfsinn dargestellt werden“.
1939, 1946 und 1950 erschienen seine Tagebücher unter dem Titel Journal.
Das Maß seiner Enttäuschung und Ernüchterung über den Kommunismus schilderte Gide in einem Beitrag zu dem 1949 erschienenen Buch The God that failed, herausgegeben von Richard Crossman, Arthur Koestler u. a.
1949 erhielt Gide die Goetheplakette der Stadt Frankfurt am Main. 1950 wurde er als auswärtiges Ehrenmitglied in die American Academy of Arts and Letters gewählt.
Eine indirekte Anerkennung seiner Bedeutung war, dass 1952 sein Gesamtwerk auf den Index Romanus der katholischen Kirche gesetzt wurde.
Von seiner Tochter im Nachlass entdeckt und herausgegeben, erschien 2002 postum die 1907 entstandene homoerotische Novelle Le Ramier (dt. Die Ringeltaube).

## Weitere Darstellung Gides in der bildenden Kunst
- Renèe Sintenis: Porträt André Gide (Porträtplastik; weißer Ton, modelliert, Höhe: 33 cm, 1928; ein von mutmaßlich zwei Exemplaren in der Nationalgalerie Berlin)

## Werke

### Werkchronologie
- 1890: Les Cahiers d’André Walter (‚Die Hefte des André Walter‘)
- 1891: Le Traité du Narcisse (‚Traktat vom Narziß‘)
- 1892: Les Poésies d’André Walter (‚Die Gedichte des André Walter‘)
- 1893: Le Voyage d’Urien (‚Die Reise Urians‘)
- 1893: La Tentative amoureuse ou Le Traité du vain désir (‚Der Liebesversuch oder Eine Abhandlung über die Sinnlosigkeit des Verlangens‘)
- 1895: Paludes (‚Paludes‘)
- 1897: Les Nourritures terrestres (‚Die Früchte der Erde‘)
- 1899: Le Prométhée mal enchaîné (‚Der schlechtgefesselte Prometheus‘)
- 1901: Le Roi Candaule (‚König Kandaules‘), Theaterstück
- 1902: L’Immoraliste (‚Der Immoralist‘)
- 1903: Saül (‚Saul‘), Theaterstück
- 1907: Le Retour de l’enfant prodigue (‚Die Rückkehr des verlorenen Sohnes‘)
- 1909: La Porte étroite (‚Die enge Pforte‘)
- 1911: Corydon. Quatre dialogues socratiques (‚Corydon. Vier sokratische Dialoge‘)
- 1911: Isabelle
- 1914: Les Caves du Vatican (‚Die Verliese des Vatikans‘)
- 1914: Souvenirs de la Cour d'Assises (‚Erinnerungen aus dem Schwurgericht‘)
- 1919: La Symphonie pastorale (‚Die Pastoralsymphonie‘)
- 1925: Les Faux-Monnayeurs (‚Die Falschmünzer‘)
- 1926: Si le grain ne meurt (‚Stirb und werde‘)
- 1927: Voyage au Congo (‚Kongoreise‘)
- 1928: Le Retour du Tchad (‚Rückkehr aus dem Tschad‘)
- 1929: L’École des femmes (‚Die Schule der Frauen‘)
- 1930: Robert
- 1930: L'Affaire Redureau (‚Die Affäre Redureau‘)
- 1930: La Séquestrée de Poitiers (‚Die Eingeschlossene von Poitiers‘)
- 1931: Œdipe (‚Ödipus‘), Theaterstück
- 1934: Perséphone. Melodram (Oratorium). Musik (1933/34): Igor Strawinsky. UA 1934
- 1936: Geneviève (‚Genoveva oder Ein unvollendetes Bekenntnis‘)
- 1936: Retour de l'U.R.S.S. Gallimard, Paris. (Zurück aus Sowjet-Russland. Zürich 1937)
- 1937: Retouches à mon Retour de l’U.R.S.S. (Retuschen zu meinem Russlandbuch. Zürich 1937)
- 1939: Et nunc manet in te (erschienen 1947)
- 1943: Interviews imaginaires
- 1946: Thésée (‚Theseus‘)
- 1949: Feuillets d’automne (‚Herbstblätter‘)
- 1949: Anthologie de la poésie française (Hrsg., Vorrede)
- 1939, 1946, 1950: Journal (Tagebücher)
- 1993: Le Grincheux (posthum, wohl 1925/26 entstanden) (‚Der Griesgram‘)
- 2002: Le Ramier (posthum‚ 1907 entstanden) (‚Die Ringeltaube‘, 2006)

### Deutsche Ausgaben
- Zurück aus Sowjet-Russland. Übersetzung Ferdinand Hardekopf, Jean Christophe Verlag, Zürich 1937.
- Retuschen zu meinem Russlandbuch. Jeand Christophe Verlag, Zürich 1937.
- Hans Hinterhäuser/Peter Schnyder/Raimund Theis (Hrsg.): André Gide: Gesammelte Werke in zwölf Bänden. Deutsche Verlags-Anstalt, Stuttgart 1989–2000:
  - Band I (Autobiographisches 1): Stirb und Werde; Tagebuch 1889–1902
  - Band II (Autobiographisches 2): Tagebuch 1903–1922
  - Band III (Autobiographisches 3): Tagebuch 1923–1939
  - Band IV (Autobiographisches 4): Tagebuch 1939–1949; Et nunc manet in te; Kurze autobiographische Texte
  - Band V (Reisen und Politik 1): Kongoreise; Rückkehr aus dem Tschad
  - Band VI (Reisen und Politik 2): Zurück aus Sowjetrußland; Retuschen zu meinem Rußlandbuch; Soziale Plädoyers
  - Band VII (Erzählende Werke 1): Die Hefte des André Walter; Traktat vom Narziß; Die Reise Urians; Der Liebesversuch; Paludes; Der schlechtgefesselte Prometheus; Der Immoralist; Die Rückkehr des verlorenen Sohnes
  - Band VIII (Erzählende Werke 2): Die enge Pforte; Isabelle; Die Verliese des Vatikans
  - Band IX (Erzählende Werke 3): Die Falschmünzer; Tagebuch der Falschmünzer
  - Band X (Erzählende Werke 4): Pastoralsymphonie; Die Schule der Frauen; Robert; Geneviève; Theseus
  - Band XI (Lyrische und szenische Dichtungen): Die Gedichte des André Walter; Die Früchte der Erde; Neue Früchte der Erde; Philoktet; Saul; König Kandaules; Oedipus
  - Band XII (Essays und Aufzeichnungen): Dostojewski; Corydon; Anmerkungen über Chopin; Aufzeichnungen zu Literatur und Politik
- Die enge Pforte. Manesse-Verlag, Zürich 1995, ISBN 3-7175-1868-2
- Schwurgericht. Drei Bücher vom Verbrechen. Eichborn-Verlag, Frankfurt am Main 1997, Reihe Die Andere Bibliothek, ISBN 3-8218-4150-8
- Die Falschmünzer. Tagebuch der Falschmünzer. Manesse-Verlag, Zürich 2000, ISBN 3-7175-8265-8
- Die Ringeltaube. Erzählung. Deutsche Verlags-Anstalt, München 2006, ISBN 3-421-05896-2
- Der Griesgram. Matthes & Seitz, Berlin 2015, ISBN 978-3-95757-002-4

## Film
- Liebe, Haß und Leidenschaft, André Gide und Madeleine, mit Jürgen Arndt und Ingrid Resch, ein Film von Vera Botterbusch 45 Min, BR 1997